# 利波瓦河
利波瓦河（烏克蘭語：Липова），是烏克蘭北部的河流，屬於茲德維日河的右支流。該河發源自普拉赫強卡以東3公里，流經基輔州的布查區，河道全長8公里。